# Marlenis Costa
Marlenis Costa Blanco (* 30. Juli 1973 in La Palma) ist eine kubanische Volleyballnationalspielerin.
Costa gewann mit der Kubanischen Nationalmannschaft dreimal in Folge die Goldmedaille bei den Olympischen Spielen 1992, 1996 und 2000. Hinzu kommen zweimal Gold bei den Weltmeisterschaften 1994 und 1998 und zahlreiche Siege beim Volleyball World Grand Prix.
Von 1998 bis 2000 spielte Costa in Italien. 1999 gewann sie mit Foppapedretti Bergamo die italienische Meisterschaft und die Champions League. Ein Jahr später gewann sie mit Pallavolo Reggio Calabria den nationalen Pokal und den CEV-Pokal.